# منطقة مانديا
مانديا رمزها «MA» (بالإنجليزية: Mandya)‏ ، هو تقسيم إداري لدولة الهند تتبع ولاية كارناتاكا (بالإنجليزية: Karnataka)‏ ، مركزها هو مدينة مانديا (بالإنجليزية: Mandya)‏ عدد سكانها حسب تعداد سنة 2001 هو 1,761,718 ، مساحتها 4,961 كم² وكثافة السكان 355 لكل كم² .